# Hearts2Hearts

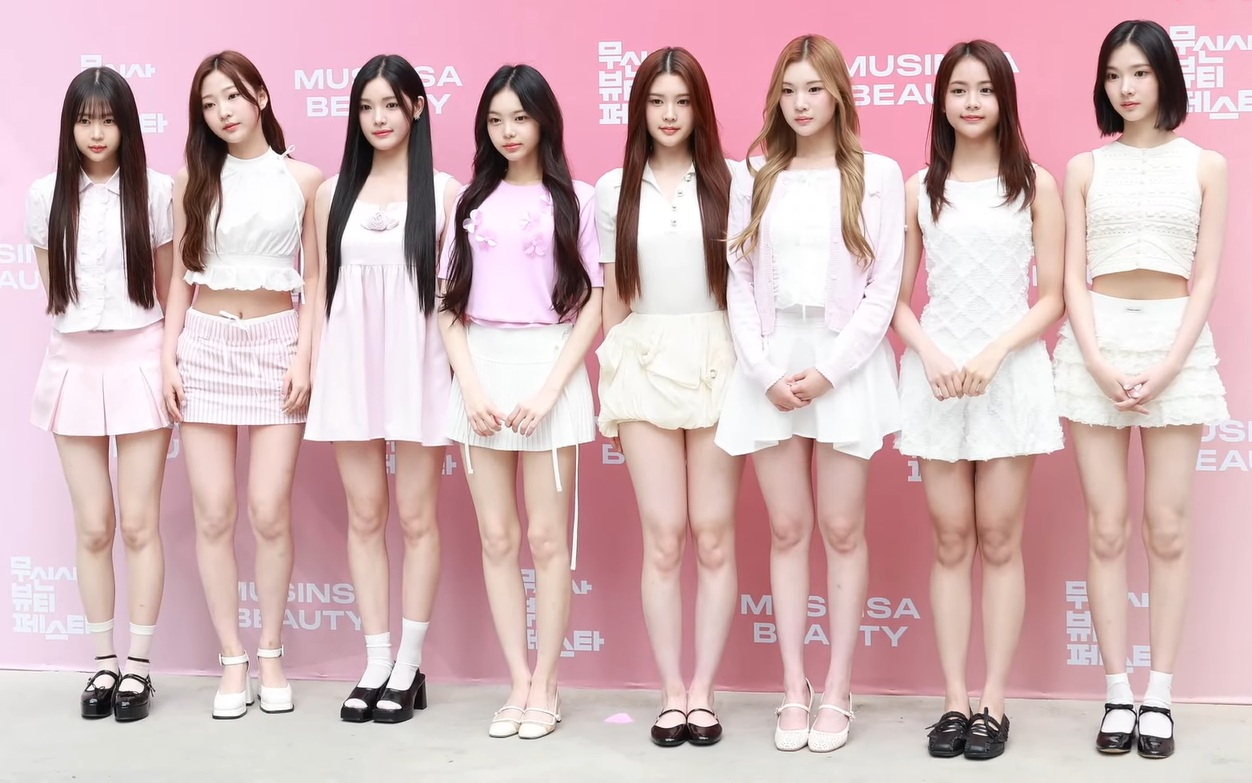
Hearts2Hearts

Hearts2Hearts (coréen :  하츠투하츠 ; RR :  HacheutuHacheu ) est un groupe de filles sud-coréen formé par SM Entertainment. Le groupe est composé de huit membres: Carmen, Jiwoo, Yuha, Stella, Juun, A-na , Ian et Ye-on . Elles ont fait leurs débuts le 24 février 2025 avec le single The Chase et son premier single du même nom.